# Siegfried Bacharach (Journalist)
Siegfried Bacharach (geboren 5. Juni 1896 in Eschwege; gestorben 27. September 1972) war ein deutscher Kaufmann, Buchhändler, Zeitungs-Herausgeber, Redakteur und Autor.

## Leben
Siegfried Bacharach wurde zur Zeit des Deutschen Kaiserreichs Ende des 19. Jahrhunderts geboren als erstes Kind des in der jüdischen Schule in der Schulstraße 3 in Eschwege wohnenden und seinen Beruf als Chasan ausübenden Levi Bacharach (geboren 24. Dezember 1867 in Rhina; gestorben durch Selbstmord am 27. August 1942 in Eschwege kurz vor der angekündigten Deportation). Siegfrieds Mutter war Berta, geborene Jonas (geboren 29. September 1874 in Plaue; gestorben 18. Juni 1941 an Krebs in Eschwege). Seine beiden jüngeren Schwestern waren Rahel und Paula.
Nach einer Tätigkeit als Kaufmann wurde Siegfried Bacharach noch als Jugendlicher mitten im Ersten Weltkrieg am 3. Juli 1915 zunächst zum Grundwehrdienst nach Kassel abgemeldet. Da er erst zu Beginn der Weimarer Republik am 1. Januar 1920 in sein Elternhaus in Eschwege zurückkehrte, wird seine vorherige Kriegsteilnahme und Kriegsgefangenschaft angenommen.
Am 10. Februar 1922 meldete Siegfried Bacharach seinen Wohnsitz in der Dachenhausenstraße 1 B in Hannover, wo er zunächst als Buchhändler tätig wurde. Sein Jüdischer Buchvertrieb fand sich unter der Adresse Wedekindstraße 5 im Stadtteil Oststadt.
Nachdem für die ebenfalls im hannoverschen Stadtteil Calenberger Neustadt gelegene Neue Synagoge und die dortige jüdische Gemeinde, zeitweilig auch diejenige in Braunschweig, schon seit 1920 das Nachrichtenblatt, Jüdische Wochenzeitung, Amtliches Organ für die Synagogen-Gemeinden Hannover und Braunschweig erschienen war, übernahm Bacharach im Jahr 1924 die Herausgabe der Wochenzeitung, deren Verlagsort zumindest zeitweilig im Titel mit Kassel angegeben war.
1932 heiratete Siegfried Bacharach die gebürtige Hannoveranerin Franziska, Kosename Fränze, geborene Schragenheim (geboren 8. April 1906 in Hannover).
In den ersten Jahren der Zeit des Nationalsozialismus, bis zur sogenannten „Reichskristallnacht“, als in der Nacht vom 9. zum 10. November 1938 die Neue Synagoge an der Bergstraße durch ein Kommando der SS zunächst mittels Schändung und Brandstiftung zerstört wurde – und damit auch das jüdische Gemeindeleben – gab Siegfried Bacharach das Nachrichtenblatt … heraus.
Kurz zuvor schrieb Bacharach 1938 im Jüdischen Gemeindeblatt für Mittelsachsen noch die Artikel Trauer und Hoffen sowie Die ehrfurchtgebietenden Tage und die Jugend.
Im September 1941 begann in Hannover die Aktion Lauterbacher, durch die Mitglieder der bereits zerschlagenen jüdischen Gemeinde und andere Menschen mit jüdischen Vorfahren oder Verwandten in 15 sogenannten „Judenhäusern“ zusammengepfercht worden waren. Von dort hatten dann schon die ersten Deportationen in die Vernichtungs- und Konzentrationslager begonnen, als auch das Ehepaar Bacharach zuletzt in den Gebäuden An der Strangriede 55 in der Nordstadt von Hannover „wohnen“ musste – dem von den Nationalsozialisten zum „Judenhaus“ auf dem Jüdischen Friedhof An der Strangriede umgestalteten Massenquartier als letzte Station vor den Deportationen. Doch dem Ehepaar Bacharach war es am 12. Oktober 1941 gelungen, sich zur Emigration nach Cuba abzumelden. Zuvor hatte Siegfried Bacharach noch den Schlüssel zu seinem sogenannten „Lift“, einem hölzernen Schiffscontainer mit einer Bibliothek auf dem Gelände der Israelitischen Gartenbauschule in Ahlem, dem Vater von Ruth Herskovits-Gutmann überlassen. In dem „Lift“ waren Werke von Schriftstellern aufbewahrt, die der Bücherverbrennung in Hannover entgangen waren.
Das Ehepaar Bacharach emigrierte in die Vereinigten Staaten.